# جان كاريوكا (لاعب كرة قدم)
جان كاريوكا هو لاعب كرة قدم برازيلي في مركز الدفاع، ولد في 1 سبتمبر 1978 في ريو دي جانيرو في البرازيل. لعب مع بوتافوغو ريغاتاس ونادي أو إف كيه بيوغراد ونادي غريميو بارويري ونادي مادوريرا ونادي سامبايو كوريا وRio Branco Football Club ‏ وموتو كلوب وAssociação Atlética Luziânia ‏ وCeilândia Esporte Clube ‏.

## وصلات خارجية
- جان كاريوكا (لاعب كرة قدم) على موقع Soccerway.com (الإنجليزية)